# Laubberg
Der Laubberg ist ein 649 m ü. M. hoher Berg im Jura im Schweizer Kanton Aargau.
Er liegt am Fricktaler Höhenweg. Auf ihm stossen die Grenzen der Einwohnergemeinden Mettauertal und Gansingen aneinander.
Gleichnamige Berge gibt es in mehreren Kantonen, beispielsweise der Laubberg zwischen Glattfelden und Eglisau mit dem Gottfried Keller-Dichterweg.